# 1 Samuel 30
1 Samuel 30 es el trigésimo capítulo del Primer Libro de Samuel en el Antiguo Testamento de la Biblia cristiana o la primera parte de los Libros de Samuel en la Biblia hebrea. Según la tradición judía, el libro se atribuyó al profeta Samuel, con adiciones de los profetas Gad y Natán, pero muchos eruditos modernos lo ven como una composición de varios textos independientes de diversas épocas, desde el 630-540 a. C. aproximadamente.  Este capítulo contiene el relato de la huida de David de los repetidos intentos de Saúl de matarlo. Esto se encuentra dentro de una sección que comprende desde 1 Samuel 16 hasta 2 Samuel 5, que registra el ascenso de David como rey de Israel.

## Texto
Este capítulo fue escrito originalmente en el idioma hebreo. Está dividido en 31 versículos.

### Testigos textuales
Algunos manuscritos antiguos que contienen el texto de este capítulo en hebreo son de la tradición del Texto Masorético, que incluye el Códice de Jerusalén (895), el Códice de Alepo (siglo X) y el Códice de Leningrado (1008). Se encontraron fragmentos que contienen partes de este capítulo en hebreo entre los Rollos del Mar Muerto, incluido el 4Q51 (4QSama; 100-50 a. C.) con los versículos 3-4, 9-10 y 12 existentes.
Entre los manuscritos antiguos existentes de una traducción al griego koiné conocida como la Septuaginta (originalmente realizada en los últimos siglos a. C.) se encuentran el Códice Vaticano (B; {\displaystyle \ ara{G}}B; siglo IV) y el Códice Alejandrino (A; {\displaystyle \ ara{G}}A; siglo V).

## Lugares
- Aroer
- Río Habesor
- Bethel
- Eshtemoa
- Hebrón
- Hormah
- Jattir
- Tel Jezreel
- Ramot
- Siclag

## Los amalecitas atacan Siclag (30:1-6)
Mientras Saúl luchaba contra los filisteos, David regresó a Siclag y la encontró quemada por los amalecitas y con sus habitantes llevados cautivos. El ataque fue probablemente en represalia por la incursión de David contra los amalecitas (1 Samuel 27:8, 10). David y sus hombres perdieron a sus esposas y familias, lo que provocó un gran lamento (versículo 4) e incluso puso a David en peligro personal (versículo 6).

### Versículo 1
Cuando David y sus hombres llegaron a Siclag al tercer día, los amalecitas habían atacado el Neguev y Siclag. Habían conquistado Siclag y la habían incendiado
- «Negeb»: significa «sur», en referencia a la parte meridional de Judá y al país adyacente.[18]

### Versículo 2
y habían hecho cautivas a las mujeres y a todos los que allí se encontraban, desde el más pequeño hasta el más grande; no mataron a nadie, sino que se los llevaron y siguieron su camino.
- «No mataron a nadie»: Como todos los hombres de guerra estaban ausentes, la ciudad no pudo ofrecer resistencia, y como las mujeres y los niños eran valiosos para ser vendidos como esclavos, principalmente al vecino Egipto, nadie fue asesinado. Sin embargo, el hecho de dejar a sus esposas y familias absolutamente indefensas probablemente enfureció tanto a los hombres contra David que estaban dispuestos a matarlo. [20][21]

## David destruye a los amalecitas (30:7-20)
Una característica única en la narración es la capacidad de David para consultar a YHWH, en contraste con la consulta ilegal de Saúl en Endor. David «se fortaleció en el Señor» (cf. 1 Samuel 23:16), contactó con YHWH a través del sacerdote Abiatar y recibió una respuesta positiva (versículos 7-8), por lo que se animó a perseguir a los atacantes. Un providencial encuentro con un egipcio exhausto que había pasado tres días sin comer y que, tras ser reanimado con un pastel de higo y pasas de uva, proporcionó a David y a sus hombres información instantánea sobre los asaltantes de Siclag, asegurando incluso el servicio para guiarlos hasta el campamento amalecita. En otra coincidencia, David y sus tropas llegaron justo cuando los amalecitas celebraban su victoria con un banquete, lo que les dio una buena oportunidad para vengarse, permitiendo que solo 400 jinetes de camellos escaparan. Las familias capturadas se salvaron intactas y sus posesiones fueron recuperadas con más botín que recoger. Además, David había vengado no solo a Siclag, sino también a otras zonas, como se menciona en el versículo 14: el Neguev de los cereteos en la zona sur controlada por los filisteos, el Neguev de Caleb, que estaba alrededor de Hebrón, así como las zonas de Judea, lo que proporcionó un vínculo especial con la gente de las zonas, como se describe más adelante en 2 Samuel 2:1-4, cuando David se convierte en rey de Judá. 

### Versículo 19
Y nada de lo suyo faltó, ni pequeño ni grande, hijos o hijas, botín o cualquier cosa que les hubieran quitado; David lo recuperó todo.
Gracias a esta victoria, David recuperó todo lo que los amalecitas habían tomado, sus dos esposas, las esposas de sus hombres y todos los niños, grandes y pequeños, así como todas las cosas que se habían llevado de Siclag, de modo que no faltaba nada. 

## Repartiendo el botín (30:21-31)
El exitoso ataque de David obtuvo tanto botín que le permitió entregar algunos como regalos al pueblo de Judá (versículos 26-31). Este acto y su decisión sobre la sugerencia hecha por «tipos inútiles» (versículos 22-25) mostraron la disposición de David para asumir el papel de rey. Así, el hecho de que Saúl perdonara a los amalecitas condujo a su caída, mientras que el exitoso ataque de David lo llevó a ascender como un rey obediente a Dios.

### Versículo 26
Cuando David llegó a Siclag, envió parte del botín a los ancianos de Judá, a sus amigos, diciendo: «He aquí un regalo para vosotros del botín de los enemigos del Señor»
- «Botín»: o «presa»[26]

### Comentarios sobre Samuel
- Auld, Graeme (2003). «1 & 2 Samuel».  En James D. G. Dunn and John William Rogerson, ed. Eerdmans Commentary on the Bible. Eerdmans. ISBN 9780802837110.
- Bergen, David T. (1996). 1, 2 Samuel. B&H Publishing Group. ISBN 9780805401073.
- Gordon, Robert P. (1999). I & II Samuel, A Commentary. Zondervan. ISBN 978-0310230229.
- Hertzberg, Hans Wilhelm (1964). I & II Samuel, A Commentary (trans. from German 2nd edition 1960 edición). Westminster John Knox Press. p. 19. ISBN 978-0664223182.
- Tsumura, David Toshio (2007). The First Book of Samuel. Eerdmans. ISBN 9780802823595.

### General
- Breytenbach, Andries (2000). «Who Is Behind The Samuel Narrative?».  En Johannes Cornelis de Moor and H.F. Van Rooy, ed. Past, Present, Future: the Deuteronomistic History and the Prophets. Brill. ISBN 9789004118713.
- Coogan, Michael David (2007).  Coogan, Michael David; Brettler, Marc Zvi; Newsom, Carol Ann et al., eds. The New Oxford Annotated Bible with the Apocryphal/Deuterocanonical Books: New Revised Standard Version, Issue 48 (Augmented 3rd edición). Oxford University Press. ISBN 978-0195288810.
- Fitzmyer, Joseph A. (2008). A Guide to the Dead Sea Scrolls and Related Literature. Grand Rapids, MI: William B. Eerdmans Publishing Company. ISBN 9780802862419.
- Halley, Henry H. (1965). Halley's Bible Handbook: an abbreviated Bible commentary (24th (revised) edición). Zondervan Publishing House. ISBN 0-310-25720-4. (requiere registro).
- Hayes, Christine (2015). Introduction to the Bible. Yale University Press. ISBN 978-0300188271.
- Jones, Gwilym H. (2007). «12. 1 and 2 Samuel».  En Barton, John; Muddiman, John, eds. The Oxford Bible Commentary (first (paperback) edición). Oxford University Press. pp. 196-232. ISBN 978-0199277186. Consultado el 6 de febrero de 2019.
- Klein, R.W. (2003). «Samuel, books of».  En Bromiley, Geoffrey W, ed. The International Standard Bible Encyclopedia. Eerdmans. ISBN 9780802837844.
- Knight, Douglas A (1995). «Chapter 4 Deuteronomy and the Deuteronomists».  En James Luther Mays, David L. Petersen and Kent Harold Richards, ed. Old Testament Interpretation. T&T Clark. p. 62. ISBN 9780567292896.
- Ulrich, Eugene, ed. (2010). The Biblical Qumran Scrolls: Transcriptions and Textual Variants. Brill.
- Würthwein, Ernst (1995). The Text of the Old Testament. Grand Rapids, MI: Wm. B. Eerdmans. ISBN 0-8028-0788-7. Consultado el 26 de enero de 2019.